# ۳۰ ذی‌الحجه
۳۰ ذیحجه، سی‌مین روز از ماه ذیحجه در تقویم هجری قمری است. این روز تنها در بعضی سالهای هجری قمری وجود دارد.
در تقویم هجری قمری قراردادی این روز سیصد و پنجاه و پنجمین روز (و آخرین روز) سال است که فقط در سالهای کبیسه آن وجود دارد.

## وقایع
- ۶ - محمد پیامبر اسلام با ارسال نامه‌هایی به سران کشورها از جمله هرقل پادشاه روم، خسروپرویز پادشاه  ساسانی و مقوقس حاکم مصر، ایشان و مردمشان را به اسلام دعوت کرد.